# Curta

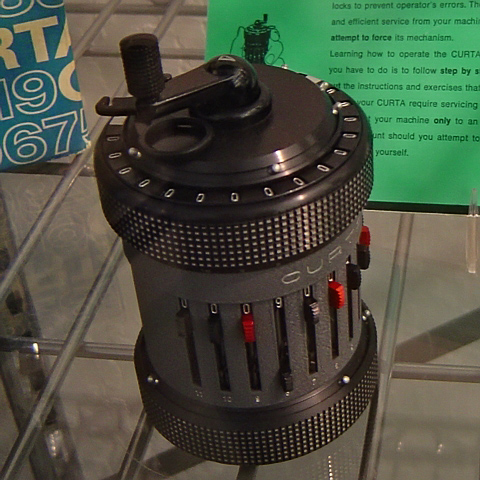
La calculadora mecánica Curta Tipo II en exhibición en el Computer History Museum, en Mountain View, California.

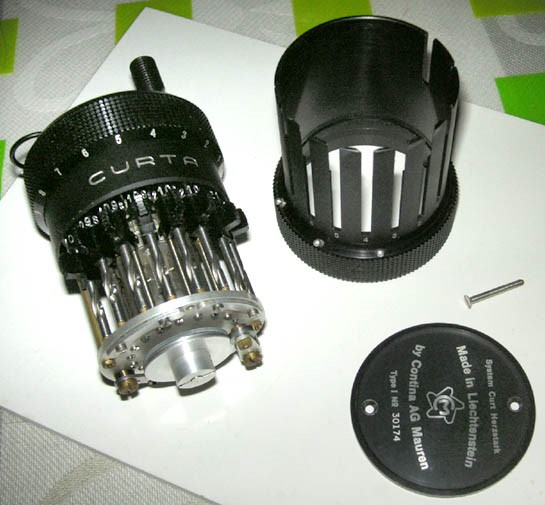
Una calculadora Curta Tipo II parcialmente desmontada, mostrando los deslizadores de dígitos y el tambor de paso detrás de ellos.

Curta fue una calculadora mecánica introducida en 1948. Era pequeña y tenía una manivela para ser operada. Tenía un diseño brillantemente compacto, un pequeño cilindro que cabía en la palma de la mano. Podía ser usada para realizar operaciones de adición, sustracción, multiplicación, división, y, con más dificultad, raíces cuadradas y otras operaciones. El diseño de Curta fue una variante del aritmómetro de Gottfried Leibniz, acumulando valores en engranajes que eran sumados o complementados por un mecanismo de tambor de paso (Stepped Reckoner).

## El inventor
Curta fue inventada por Curt Herzstark mientras estaba prisionero en el campo de concentración nazi de Buchenwald. Herzstark sobrevivió al campo y perfeccionó el diseño después del final de la Segunda Guerra Mundial. Las calculadoras fueron hechas por Contina AG Mauren en Liechtenstein, y fueron consideradas por mucho como las mejores calculadoras portables disponibles, hasta que fueron desplazadas por las calculadoras electrónicas en los años 1970.

## Descripción y uso
Los números eran introducidos usando deslizadores en el lado del dispositivo (un deslizador por dígito). El contador de revolución y el contador de resultado estaban en la tapa. Una sola vuelta de la manivela agregaría el número de la entrada al contador de resultado, en cualquier posición, y, en consecuencia, incrementaría el contador de revolución. Tirar de la manivela levemente hacia fuera antes de darle vuelta realizaría una sustracción en vez de una adición. La multiplicación, la división y otras funciones requirieron una serie de operaciones de la manivela.
La calculadora Curta era conocida cariñosamente como la "moledora de pimienta" debido a su forma física y manera de operar.

## Curta Tipo I y Tipo II
Había dos calculadoras Curta. El Tipo I tenía deslizadores para representar 8 dígitos, un contador de revolución de 6 dígitos y un contador del resultado de 11 dígitos. El Curta Tipo II, más grande, introducido en 1954, tenía deslizadores para representar 11 dígitos, un contador de revolución de 8 dígitos y un contador de resultado de 15 dígitos.
Se estima que se fabricaron 140 000 calculadoras Curta (80 000 Tipo I y 60 000 del Tipo II). La última fue producida en noviembre de 1970.

## Uso en los rallies de automóviles
Curta era popular entre los competidores de los rallies de automóviles deportivos durante los años 1960, años 1970 y en los años 1980. Incluso después de la introducción de la calculadora electrónica para otros propósitos, las Curtas fueron usadas en rallies de tiempo-velocidad-distancia (TSD) para la ayuda en el cómputo de tiempos en los puntos de comprobación, distancias fuera de curso, etc.
Los competidores que usaban esas calculadoras eran llamados frecuentemente "Curta-crankers" por los que estaban limitados a papel y lápiz, o los que utilizaban computadoras ligadas a las ruedas del automóvil.

## Curta en la ficción
Curta es una figura en la novela Pattern Recognition, de William Gibson, donde uno de los personajes de menor importancia se interesa por ella. Fue editada en español con el título Mundo espejo.